# دورچستر (آیووا)
دورچستر (به انگلیسی: Dorchester) یک منطقهٔ مسکونی در ایالات متحده آمریکا است که در شهرستان آلاماکی، آیووا واقع شده‌است. دورچستر ۲۲۴٫۹۵ متر بالاتر از سطح دریا واقع شده‌است.